# きけばいーじゃん!しゅごキャラ!じお
『きけばいーじゃん! しゅごキャラ! じお』は、『しゅごキャラ!』のスペシャルサイト内で2008年（平成20年）1月23日から2010年（平成22年）3月31日まで隔週更新されていたWEBラジオである。
アニメシリーズDVD アミュレットBOX特典の『も〜っときけばいーじゃん! しゅごキャラ! じお』についても本項で述べる。

## 概要
- 放送はアニメ1年目にスタートし、アニメ以外にもゲームや関連商品の最新情報も紹介されている。
- 第46話からパーティーにリニューアルなってからは、OPドラマがなくなり、題名に『～パーティー』となった。

## パーソナリティ
| パーソナリティ | キャラクター | 欠席                                               |
| -------------- | ------------ | -------------------------------------------------- |
| 伊藤かな恵     | 日奈森あむ   | 第35回（2009年5月15日）                            |
| 阿澄佳奈       | ラン         | 第21回（2008年10月29日）                           |
| 加藤奈々絵     | ミキ         | 欠席なし                                           |
| 豊崎愛生       | スゥ         | 第22回（2008年11月12日）、第23回（2008年11月26日） |

## コーナー内容
オープニング
あむとラン、ミキ、スゥの4人が広げるショートストーリー。
ショートストーリーに落ちがついたところで、番組タイトルコール、挨拶（「キャラーす」）、パーソナリティ4人の自己紹介となる。
＃46のリニューアルに伴い、ショートストーリーは終了し、番組タイトルコールからのスタートになった。
おたよりコーナー
メールフォームに寄せられた質問や感想などの「ふつおた」をパーソナリティが答えていく。
キャッチ・ザ・フィーリング！キャラなりチャレンジ／キャッチザフィーリングキャラなりチャレンジパーティー!
しゅごキャラ役の3人が伊藤と協力して（キャラなり）、出されたゲームをこなしていく。
＃53では、伊藤かな恵パーソナルクイズが、数問出題され、最後は罰ゲームをする人を決めた。罰ゲームは負けた人に上に伊藤が座らせてED。
言えばいーじゃん！セリフ DE キャラチェンジ！
リスナーから寄せられるシチュエーションに合うセリフを番組が用意したカードに書かれたキャラに「キャラチェンジ」して言う。一番キャラチェンジできなかった1人を「天の声」が決めて、選ばれた人は番組が用意した恥ずかしいセリフを言わなければならない。一度終了したが、第51回で再スタートした。
ザ・ブロード・キャラスター!／伝えりゃいーじゃん!ザ・ブロード・キャラスターパーティー!
『しゅごキャラ!』のアニメに関する情報をニュース形式で紹介する。
＃52では、出演者の秘密を公開しちゃいます。順番は、伊藤→阿澄→豊崎→加藤。キャラソン3の発売告知をした。
マジで発見!?エンブリオ（＃32）
リスナーからなぞなぞを募集し、それをパーソナリティが解くコーナー。たくさん解くとエンブリオもきっと現れるかも!?さあたくさん正解してエンブリオをGETしちゃおう!!
本当にあった…しゅご〜い恐い話（＃15・＃43）
真夏恒例!?リスナーから、本当にあった「しゅごい恐い話」を募りそのなかから選りすぐりのエピソードを紹介します。セミ男が出現することも…
すればいーじゃん!?おひとりさまプロジェクト!!（＃33・34・47他）
パーソナリティがやってみたい企画の案を出し、それが実現してしまう夢のコーナー!!さあ、誰の企画が実施させるのか!?と言っていた4月から8ヶ月した後に加藤の番組のオリジナル商品を出すことに決まった。なお、伊藤が番組の制作現場に取材に行く、豊崎がさまざまなたまごかけ、阿澄がこの番組にゲストを呼ぶだった。
商品案：伊藤が4色ボールペン、阿澄がキャラチェンジで使用したキャラを描き音声をつける、豊崎が卵型のチョコの中にしゅごキャラのマスコットを入れる、加藤がしゅごキャラ!!じお特製の携帯ラジオ（ただしこれで本編のラジオを聴くことができない）。それで加藤の案が採用され50名に抽選でプレゼント（一般販売なし）。
祝えばいーじゃん!かな恵ちゃんの誕生日パーティー!（＃46）
更新日の翌日に伊藤が23歳の誕生日を迎えるということで、阿澄、加藤、豊崎の順にお祝い文書を読んで祝い、伊藤本人が「23歳の私」という題で抱負を語った。
その後に4種類の違ったケーキが登場した。
まわせばいーじゃん！聖なる夜のプレゼント交換パーティー!（＃25・＃48）
クリスマス恒例のプレゼント交換会を行う。パーソナリティ4人がそれぞれプレゼントを持参し、それを音楽に合わせて数回回し音楽が止まったときに持っているものがもらえる。金額は1000円までで購入できるもの。
書けばいーじゅん!新年恒例書き初めパーティー!（＃26・＃49）
新年の始めに書初めをひとりずつ目標などを書く。
読めばいーじゃん！おたよりパーティー（＃55）
リスナーのおかげで、続けられたという感謝に気持ちに応えて、今まで届いたふつおたを時間いっぱい読む。
エンディング
主にパーソナリティ4人のショートフリートークの後、「さようキャラ」の挨拶で締めくくられる。
なお、回によってはエンディングの後、パーソナリティの誕生日祝いやミニコーナーがある。

## 配信/サブタイトル
| 回数   | 配信日         | サブタイトル                                                      | 時間     | 備考                                                                                 |
| ------ | -------------- | ----------------------------------------------------------------- | -------- | ------------------------------------------------------------------------------------ |
| 第1回  | 2008年1月23日  | きけばいーじゃん! しゅごキャラ!じお、はじまるよ〜                 | 38分05秒 |                                                                                      |
| 第2回  | 2008年2月6日   | アイデンティティーってなあに?                                     | 26分49秒 |                                                                                      |
| 第3回  | 2008年2月20日  | ネガティブハートにロックオン!!                                    | 27分20秒 |                                                                                      |
| 第4回  | 2008年3月5日   | 部屋…汚いです。。。                                               | 22分45秒 |                                                                                      |
| 第5回  | 2008年3月19日  | 自分からいくしかないっ!                                           | 32分46秒 |                                                                                      |
| 第6回  | 2008年4月2日   | くればいーじゃん!しゅごキャラ!じお                                | 27分29秒 | 2008年3月29日に『東京国際アニメフェア』にて行われた『しゅごキャラ!』イベントの模様。 |
| 第7回  | 2008年4月16日  | わたしっ卓球好き!                                                 | 38分17秒 |                                                                                      |
| 第8回  | 2008年4月30日  | なんという役者魂っ!                                               | 29分45秒 |                                                                                      |
| 第9回  | 2008年5月14日  | くればいーじゃん!しゅごキャラ!じお＠ポニーキャニオン その1        | 37分01秒 | [ 1 ]                                                                                |
| 第10回 | 2008年5月28日  | くればいーじゃん!しゅごキャラ!じお＠ポニーキャニオン その2        | 33分12秒 | [ 1 ]                                                                                |
| 第11回 | 2008年6月11日  | ガチャ?ハカセ?メカニカルくん?                                     | 37分25秒 | [ 2 ]                                                                                |
| 第12回 | 2008年6月25日  | みなさん、ギャオっす〜!ガバドン役の…                              | 39分33秒 |                                                                                      |
| 第13回 | 2008年7月9日   | 夏がキター!                                                       | 27分38秒 |                                                                                      |
| 第14回 | 2008年7月23日  | ユニバーサルしゅごキャラ!                                         | 32分00秒 | [ 3 ]                                                                                |
| 第15回 | 2008年8月6日   | 怖かったら笑うんですよ!                                           | 36分02秒 | [ 4 ]                                                                                |
| 第16回 | 2008年8月20日  | なんか間違った使われ方しそうじゃない!?                            | 36分07秒 |                                                                                      |
| 第17回 | 2008年9月3日   | 愛生ちゃん、がんばれ〜!                                           | 34分29秒 |                                                                                      |
| 第18回 | 2008年9月17日  | まさにしゅごキャラ!じおですよ。                                   | 45分39秒 |                                                                                      |
| 第19回 | 2008年10月1日  | くればいーじゃん!しゅごキャラ!じお@アクアシティーお台場           | 36分01秒 | お台場のアクアシティーで行われた『しゅごキャラ!』の公開録音より。                    |
| 第20回 | 2008年10月15日 | おっとっな〜!                                                     | 36分39秒 |                                                                                      |
| 第21回 | 2008年10月29日 | アスミス、やすみす!                                               | 29分36秒 | ラン役の阿澄佳奈が欠席。エンディング後、豊崎愛生の誕生日を祝うケーキが登場。         |
| 第22回 | 2008年11月12日 | 秋休みだね! あきちゃんだけにね…                                   | 36分05秒 | スゥ役の豊崎愛生が欠席。                                                             |
| 第23回 | 2008年11月26日 | 今年のクリスマスプレゼントはDSソフトでしょ、しゅごキャラ!の。     | 30分35秒 | スゥ役の豊崎愛生が欠席。エンディング後に伊藤かな恵の誕生日を祝うケーキが登場。       |
| 第24回 | 2008年12月10日 | アスミンと奈々絵さんのキャラなりだね!                             | 38分37秒 |                                                                                      |
| 第25回 | 2008年12月24日 | メリーキャラスマス!                                               | 39分19秒 | エンディング後、4人でプレゼント交換のコーナーがあった。                              |
| 第26回 | 2009年1月7日   | あキャラしておめでとうございま〜す!                               | 28分30秒 | [ 5 ]                                                                                |
| 第27回 | 2009年1月21日  | 私いつもこういう声でしゃべってるから♪                             | 28分49秒 |                                                                                      |
| 第28回 | 2009年2月4日   | かっちりしてる、かっちりしてる!よっ!かっちりしている!             | 39分53秒 | エンディング直前に加藤奈々絵の24歳（自称）の誕生日を祝うケーキが登場。               |
| 第29回 | 2009年2月18日  | チェケラッチョということでね!                                     | 36分39秒 |                                                                                      |
| 第30回 | 2009年3月4日   | 第1回キャラデミー大賞 発表でっす♪                                 | 47分35秒 | [ 6 ]                                                                                |
| 第31回 | 2009年3月19日  | 春といえば･･･                                                     | 37分47分 | 本来は3月18日に配信予定だったが、諸事情により翌日（木曜日）に配信された。            |
| 第32回 | 2009年4月1日   | そんな仲良しの4人がお送りする･･･                                  | 44分49秒 | リスナーが企画したお試しコーナー「マジで発見!?エンブリオ」が実装された。             |
| 第33回 | 2009年4月15日  | 自己暗示でもいいじゃない!                                         | 34分38秒 | 「すればいーじゃん!?おひとりさまプロジェクト!!」が実装された。                       |
| 第34回 | 2009年4月29日  | ささやかな夢ですから!                                             | 40分25秒 |                                                                                      |
| 第35回 | 2009年5月15日  | セリフ言わ選手権!?                                                | 34分54秒 | [ 7 ]                                                                                |
| 第36回 | 2009年5月27日  | 察して!察して!                                                    | 42分50秒 | 前回のコーナを無理やりの部分はあったが、お題はクリアした。                           |
| 第37回 | 2009年6月11日  | 柔軟性があるのかな??                                              | 30分54秒 | 本来は6月10日に配信予定だったが、諸事情により翌日（木曜日）に配信された。            |
| 第38回 | 2009年6月24日  | 今夜はアスミ祭り!                                                 | 37分48秒 |                                                                                      |
| 第39回 | 2009年7月8日   | しゅごキャラ!の花火が出ればいいのにネ                             | 31分15秒 | [ 8 ]                                                                                |
| 第40回 | 2009年7月22日  | 遊ぶべきだよ!                                                     | 36分43秒 | [ 9 ]                                                                                |
| 第41回 | 2009年8月5日   | 隠しててゴメンネ!                                                 | 40分10秒 | [ 9 ]                                                                                |
| 第42回 | 2009年8月19日  | ついにアイツが帰ってきた!                                         | 46分54秒 |                                                                                      |
| 第43回 | 2009年9月2日   | 今年もやります･･･本当にあったしゅご〜い怖い話                     | 36分37秒 |                                                                                      |
| 第44回 | 2009年9月16日  | つかればいーじゃん!?しゅごキャラ!ジオ                             | 42分51秒 |                                                                                      |
| 第45回 | 2009年9月30日  | あたしって健気だね･･･。                                           | 46分14秒 |                                                                                      |
| 第46回 | 2009年11月25日 | 祝えばいーじゃん!かな恵ちゃんの誕生日パーティー!                  | 44分09秒 | 新番組「しゅごキャラ!!!パーティー」が始まるということで、リニューアル。              |
| 第47回 | 2009年12月9日  | すればいーじゃん!お一人様プロジェクトパーティー!                  | 36分13秒 |                                                                                      |
| 第48回 | 2009年12月24日 | まわせばいーじゃん!聖なる夜のプレゼント交換パーティー!            | 30分30秒 | 本来は12月23日なのだが、クリスマスイブに合せて配信されたため、1日遅れた。            |
| 第49回 | 2010年1月7日   | 書けばいーじゅん!新年恒例書き初めパーティー!                      | 31分20秒 |                                                                                      |
| 第50回 | 2010年1月20日  | アニバーサリーじゃん!「しゅごキャラ!じお」50回振り返りパーティー! | 33分11秒 | この番組の歴史を簡潔に振り返っちゃいます。                                           |
| 第51回 | 2010年2月3日   | 言えばいーじゃん! セリフ DE キャラチェンジパーティー!             | 36分29秒 |                                                                                      |
| 第52回 | 2010年2月17日  | 伝えればいーじゃん! ザ・ブロード・キャラスターパーティー!         | 37分30秒 | [ 11 ]                                                                               |
| 第53回 | 2010年3月3日   | キャッチザフィーリングキャラなりチャレンジパーティー!             | 39分17秒 | ギャル語やネット語についてトークする。                                               |
| 第54回 | 2010年3月17日  | 第2回!輝け!キャラデミー大賞パーティー!                            | 40分05秒 | 第50回の景品である、ラジオが当たった方々からメールが来た。なぜか受験生だった。       |
| 第55回 | 2010年3月31日  | 読めばいーじゃん！おたよりパーティー!                             | 33分32秒 | ケーキの差し入れがあった。                                                           |

## も〜っときけばいーじゃん! しゅごキャラ! じお
「しゅごキャラ!アミュレットBOX」それぞれに特典CDとして収録されているラジオで、内容は全て新規録り下ろし。パーソナリティは「きけばいーじゃん! しゅごキャラ!じお」と同様。